# Campo da hockey su pista

Diagramma del campo da gioco dell'hockey su pista

Il campo da hockey su pista nello sport dell'hockey su pista è il rettangolo di gioco, con i vertici arrotondati (r: 1m), e dal fondo duro e uniforme, in cui viene praticato questo sport.

## Caratteristiche
Il gioco si svolge su una pista di pattinaggio lunga 40m (min 34m; max 44m) e larga 20 (min 17m; max 22m), il rapporto tra lunghezza e larghezza deve essere di 2:1. Le piste da hockey sono chiuse da barriere di protezione lungo il loro perimetro, queste sono alte almeno un metro (max 1,20m) e la parte inferiore è costituita da uno zoccolo di legno (alto 20 cm, spesso 2 cm). Lungo i lati minori sono installate reti protettive di circa 4m.

### Linee & aree
- sulla pista vi sono due aree di rigore (9m x 5.40m; dist. da fondo pista: 3m)
- un cerchio centrale (raggio: 3m)
- due aree "del portiere" a mezzaluna (raggio: 1,5m)
- le linee sono spesse 8